# 栗平車站

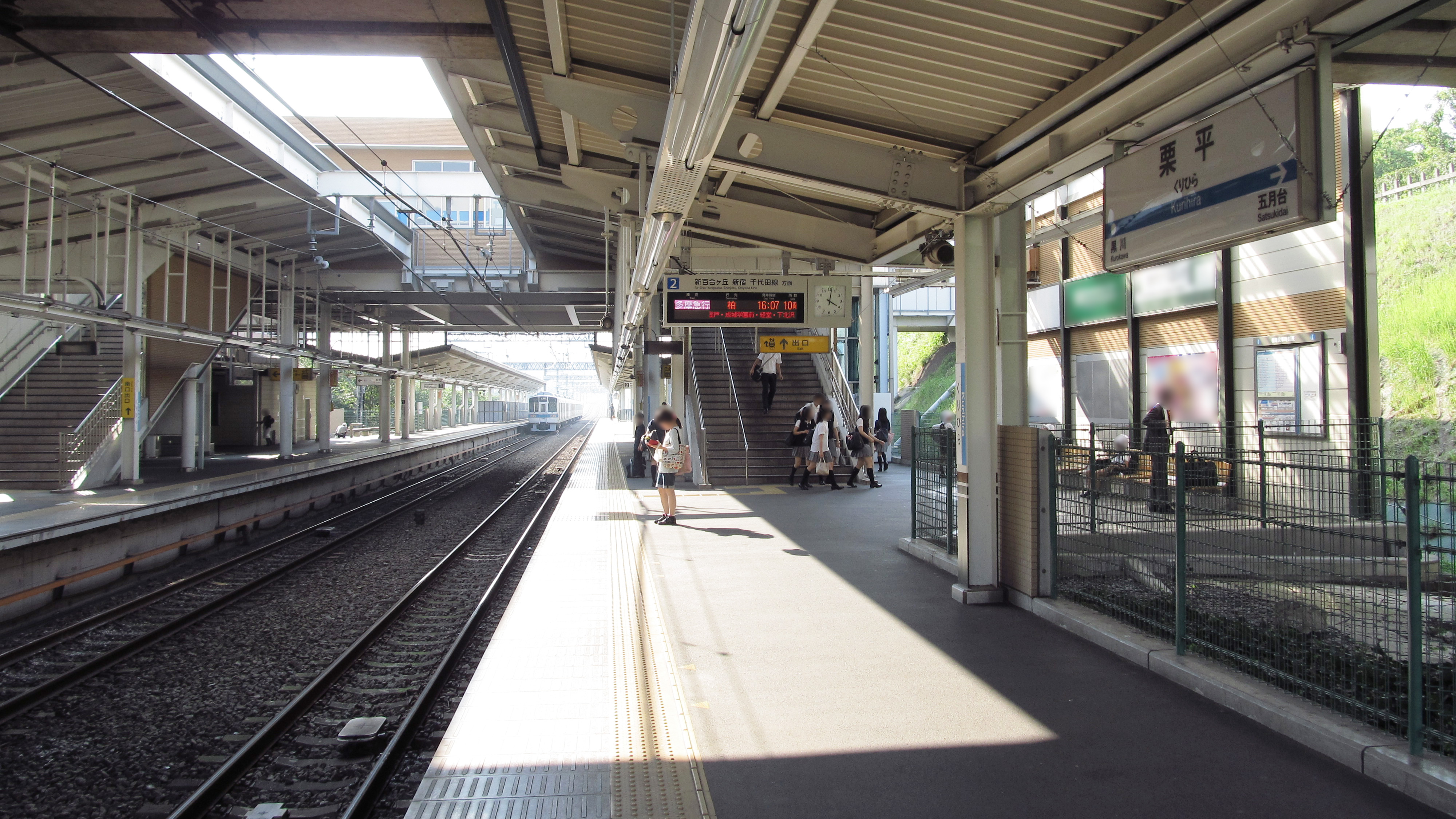
月台(2013年7月)

栗平站（日语：／ Kurihira eki */?）是位於神奈川縣川崎市麻生區，屬於小田急電鐵多摩線的鐵路車站。車站編號是OT 02。

## 歷史
- 1974年（昭和49年）6月1日－開業。為各站停車停靠站。
- 2002年（平成14年）3月23日－新增多摩急行班次，為其停靠站。
- 2003年（平成15年）3月29日－成為急行停靠站。（多摩線急行班次開始於2000年12月2日）
- 2004年（平成16年）12月11日－新增區間準急班次，為其停靠站。
- 2006年（平成18年）3月－改建工程結束。

## 站名由來
與站房所在地「都筑郡栗木村」與月台所在地「都筑郡片平村」合併成為站名「栗平」。

## 車站構造
本站為側式月台2面2線的地面車站，並設有跨站式站房。為分散桐光學園的學生人潮與附近居民的請求，南側亦有剪票口。
多摩線開通時，本站以保留用地以便未來可拓寬為島式月台2面4線配置。本線開通時相鄰的五月台站與黑川站皆為無人車站，僅本站有站員。因此本站一度規劃為未來各站停車待避急行的車站。但在後來電梯設置與剪票口增設等工程後，已放棄4線化配置。
2004年底至2006年2月之間進行站內整修。月台屋頂鋪上太陽能發電板做為站內電力來源，並於2006年1月31日啟用。
| 月台 | 路線   | 方向 | 目的地                                           |
| ---- | ------ | ---- | ------------------------------------------------ |
| 1    | 多摩線 | 下行 | 小田急多摩中心、唐木田方向                       |
| 2    | 多摩線 | 上行 | 新百合丘、新宿、千代田線、小田原、片瀨江之島方向 |

2010年度，站內設置列車資訊顯示器。

## 使用情況
2016年度1日平均上下車人次為22,847人。近年上下車人次、上車人次變化如下表。
| 年度               | 1日平均 上下車人次 | 1日平均 上車人次 |
| ------------------ | ------------------ | ---------------- |
| 1979年（昭和54年） | 5,053              |                  |
| 1982年（昭和57年） | 5,680              |                  |
| 1987年（昭和62年） | 9,618              |                  |
| 1995年（平成07年） |                    | 7,368            |
| 1996年（平成08年） |                    | 7,284            |
| 1997年（平成09年） |                    | 7,448            |
| 1998年（平成10年） |                    | 7,615            |
| 1999年（平成11年） |                    | 7,840            |
| 2000年（平成12年） |                    | 8,014            |
| 2001年（平成13年） |                    | 8,111            |
| 2002年（平成14年） |                    | 8,447            |
| 2003年（平成15年） | 18,479             | 8,960            |
| 2004年（平成16年） | 19,463             | 9,543            |
| 2005年（平成17年） | 20,743             | 10,317           |
| 2006年（平成18年） | 21,131             | 10,641           |
| 2007年（平成19年） | 21,492             | 10,921           |
| 2008年（平成20年） | 21,837             | 11,020           |
| 2009年（平成21年） | 21,617             | 10,934           |
| 2010年（平成22年） | 21,532             | 10,932           |
| 2011年（平成23年） | 21,465             | 10,812           |
| 2012年（平成24年） | 21,779             | 10,937           |
| 2013年（平成25年） | 22,476             | 11,149           |
| 2014年（平成26年） | 22,051             |                  |
| 2015年（平成27年） | 22,596             |                  |
| 2016年（平成28年） | 22,847             |                  |

## 車站周邊
隨著小田急電鐵開始活化多摩線沿線，以及新百合丘站的發展、2003年急行開始停靠等因素下，小田急不動產等大型地產開發商積極開發住宅區。受惠於前往新宿與銀座等地的便利交通，及周邊豐富的自然環境，受到民眾歡迎的此地人口急速增加。
北鄰東京都稻城市平尾，南接東京都町田市廣袴，商業設施多集中在與車站地勢相近的北側。
由於周邊仍保有自然環境，春季可聽叫日本樹鶯的鳴叫聲。南側有片平川流經。

### 北口
- 交番
- 川崎栗平郵便局
- CERESA川崎農業協同組合（日语：セレサ川崎農業協同組合）栗平支店
- Odakyu OX

### 南口
- 川崎前鋒麻生球場（日语：川崎フロンターレ麻生グラウンド）（片平，步行25分）
- SANYO GARDEN騎馬俱樂部（サンヨーガーデンライディングクラブ）
- 白鳥神社
- 栗木御嶽神社（栗木）
- 川崎市立白鳥中學校（步行10分）
- 桐光學園中學校·高等學校（日语：桐光学園中学校・高等学校）
- 風之谷幼稚園

## 巴士路線
小田急巴士運行。
 栗平站前（北側）
- 小田急系統·『稻城市社區巴士』「市內循環·左迴」
- 小田急系統·『稻城市社區巴士』「市內循環·左迴」
- 小田急系統·『稻城市社區巴士』往「平尾團地」
- 小田急系統·『稻城市社區巴士』往「讀賣樂園丘之湯」

## 相鄰車站
小田急電鐵
 多摩線
■快速急行、□通勤急行、■急行（通勤急行錦平日早晨上行）
新百合丘（OH 23）－栗平（OT 02）－小田急永山（OT 05）
■各站停車
五月台（OT 01）－栗平（OT 02）－黑川（OT 03）

## 外部連結
- 栗平 - 小田急電鐵